# Coranarta
Coranarta là một chi bướm đêm thuộc họ Noctuidae.

## Các loài
- Coranarta carbonaria (Christoph, 1893)
- Coranarta cordigera (Thunberg, 1792)
- Coranarta luteola (Grote & Robinson, 1865)
- Coranarta macrostigma (Lafontaine & Mikkola, 1987)
- Coranarta restricta Yela, 2002